# Kim Joo-sung
Kim Joo-sung ((김주성?, 金鑄城?); Seul, 17 gennaio 1964) è un dirigente sportivo, allenatore di calcio ed ex calciatore sudcoreano, di ruolo centrocampista.
Soprannominato Yasaengma (in italiano, "Cavallo Selvaggio") per il suo ritmo di gioco e per la sua lunga capigliatura, è considerato come uno dei più forti giocatori asiatici di tutti i tempi. Detiene il record di vittorie del premio di Giocatore asiatico dell'anno, vinto per ben 3 anni consecutivi (1989, 1990 e 1991), ed è stato nominato dall'IFFHS tra i migliori giocatori asiatici del XX° secolo, finendo in classifica al secondo posto alle spalle di Cha Bum-kun.

## Carriera

### Club
Nella sua carriera di club Kim giocò nel Daewoo Royals, in Corea del Sud, e più tardi nella Bundesliga per il Bochum.

### Nazionale
Con la Nazionale di calcio della Corea del Sud prese parte a tre edizioni dei Mondiali, nel 1986 in Messico, nel 1990 in Italia e nel 1994 negli Stati Uniti. Fu eletto inoltre miglior giocatore della Coppa d'Asia nel 1988.

## Dopo il ritiro
Dal 2000, dopo aver allenato il Busan I'Cons, ricopre vari carichi dirigenziali all'interno della Korea Football Association.

## Palmares

### Giocatore

#### Club

##### Competizioni nazionali
- Campionato tedesco di seconda divisione: 1

Bochum: 1993-1994

#### Individuale
- Miglior giocatore della Coppa d'Asia: 1

1988
- Calciatore asiatico dell'anno: 3

1989, 1990, 1991

## Statistiche

### Cronologia presenze e reti in Nazionale
| Cronologia completa delle presenze e delle reti in nazionale ― Corea del Sud | Cronologia completa delle presenze e delle reti in nazionale ― Corea del Sud | Cronologia completa delle presenze e delle reti in nazionale ― Corea del Sud | Cronologia completa delle presenze e delle reti in nazionale ― Corea del Sud | Cronologia completa delle presenze e delle reti in nazionale ― Corea del Sud | Cronologia completa delle presenze e delle reti in nazionale ― Corea del Sud | Cronologia completa delle presenze e delle reti in nazionale ― Corea del Sud | Cronologia completa delle presenze e delle reti in nazionale ― Corea del Sud |
| Data                                                                         | Città                                                                        | In casa                                                                      | Risultato                                                                    | Ospiti                                                                       | Competizione                                                                 | Reti                                                                         | Note                                                                         |
| ---------------------------------------------------------------------------- | ---------------------------------------------------------------------------- | ---------------------------------------------------------------------------- | ---------------------------------------------------------------------------- | ---------------------------------------------------------------------------- | ---------------------------------------------------------------------------- | ---------------------------------------------------------------------------- | ---------------------------------------------------------------------------- |
| 21-7-1985                                                                    | Seul                                                                         | Corea del Sud                                                                | 2 – 0                                                                        | Indonesia                                                                    | Qual. Mondiali 1986                                                          | 1                                                                            | 61’                                                                          |
| 30-7-1985                                                                    | Giacarta                                                                     | Indonesia                                                                    | 1 – 4                                                                        | Corea del Sud                                                                | Qual. Mondiali 1986                                                          | 1                                                                            | 64’                                                                          |
| 26-10-1985                                                                   | Tokyo                                                                        | Giappone                                                                     | 1 – 2                                                                        | Corea del Sud                                                                | Qual. Mondiali 1986                                                          | -                                                                            | 46’                                                                          |
| 3-11-1985                                                                    | Seul                                                                         | Corea del Sud                                                                | 1 – 0                                                                        | Giappone                                                                     | Qual. Mondiali 1986                                                          | -                                                                            |                                                                              |
| 3-12-1985                                                                    | Los Angeles                                                                  | Messico                                                                      | 2 – 1                                                                        | Corea del Sud                                                                | Amichevole                                                                   | 1                                                                            |                                                                              |
| 8-12-1985                                                                    | Irapuato                                                                     | Ungheria                                                                     | 1 – 0                                                                        | Corea del Sud                                                                | Messico Tournament                                                           | -                                                                            | 70’                                                                          |
| 11-12-1985                                                                   | Guadalajara                                                                  | Messico                                                                      | 2 – 1                                                                        | Corea del Sud                                                                | Messico Tournament                                                           | -                                                                            |                                                                              |
| 13-12-1985                                                                   | Ciudad Nezahualcóyotl                                                        | Corea del Sud                                                                | 2 – 0                                                                        | Algeria                                                                      | Messico Tournament                                                           | -                                                                            |                                                                              |
| 9-2-1986                                                                     | Hong Kong                                                                    | Hong Kong                                                                    | 0 – 2                                                                        | Corea del Sud                                                                | Hong Kong Tournament                                                         | -                                                                            |                                                                              |
| 16-2-1986                                                                    | Hong Kong                                                                    | Corea del Sud                                                                | 1 – 3                                                                        | Paraguay                                                                     | Hong Kong Tournament                                                         | -                                                                            | 45’                                                                          |
| 2-6-1986                                                                     | Città del Messico                                                            | Argentina                                                                    | 3 – 1                                                                        | Corea del Sud                                                                | Mondiali 1986 - 1º Turno                                                     | -                                                                            |                                                                              |
| 5-6-1986                                                                     | Città del Messico                                                            | Corea del Sud                                                                | 1 – 1                                                                        | Bulgaria                                                                     | Mondiali 1986 - 1º Turno                                                     | -                                                                            | 31’                                                                          |
| 10-6-1986                                                                    | Puebla                                                                       | Corea del Sud                                                                | 2 – 3                                                                        | Italia                                                                       | Mondiali 1986 - 1º Turno                                                     | -                                                                            | 17’                                                                          |
| 20-9-1986                                                                    | Pusan                                                                        | Corea del Sud                                                                | 3 – 0                                                                        | India                                                                        | Giochi asiatici 1986                                                         | -                                                                            |                                                                              |
| 24-9-1986                                                                    | Pusan                                                                        | Corea del Sud                                                                | 0 – 0                                                                        | Bahrein                                                                      | Giochi asiatici 1986                                                         | -                                                                            |                                                                              |
| 28-9-1986                                                                    | Pusan                                                                        | Cina                                                                         | 2 – 4                                                                        | Corea del Sud                                                                | Giochi asiatici 1986                                                         | 1                                                                            |                                                                              |
| 1-10-1986                                                                    | Pusan                                                                        | Corea del Sud                                                                | 1 – 1 dts (5-4 dtr)                                                          | Iran                                                                         | Giochi asiatici 1986                                                         | -                                                                            |                                                                              |
| 3-10-1986                                                                    | Seul                                                                         | Indonesia                                                                    | 0 – 4                                                                        | Corea del Sud                                                                | Giochi asiatici 1986                                                         | -                                                                            |                                                                              |
| 5-10-1986                                                                    | Seul                                                                         | Corea del Sud                                                                | 2 – 0                                                                        | Arabia Saudita                                                               | Giochi asiatici 1986                                                         | -                                                                            |                                                                              |
| 10-6-1987                                                                    | Masan                                                                        | Corea del Sud                                                                | 0 – 0                                                                        | Egitto                                                                       | 1987 President's Cup                                                         | -                                                                            |                                                                              |
| 12-6-1987                                                                    | Pusan                                                                        | Corea del Sud                                                                | 1 – 0                                                                        | Stati Uniti                                                                  | 1987 President's Cup                                                         | -                                                                            |                                                                              |
| 14-6-1987                                                                    | Daejeon                                                                      | Corea del Sud                                                                | 4 – 2                                                                        | Thailandia                                                                   | 1987 President's Cup                                                         | 1                                                                            |                                                                              |
| 21-6-1987                                                                    | Seul                                                                         | Corea del Sud                                                                | 1 – 1 dts (5-4 dtr)                                                          | Australia                                                                    | 1987 President's Cup                                                         | -                                                                            |                                                                              |
| 17-12-1987                                                                   | Kuala Lumpur                                                                 | Malaysia                                                                     | 0 – 1                                                                        | Corea del Sud                                                                | Pestabola Merdeka 1987                                                       | -                                                                            |                                                                              |
| 26-10-1988                                                                   | Tokyo                                                                        | Giappone                                                                     | 0 – 1                                                                        | Corea del Sud                                                                | Korea-Japan Annual Match                                                     | -                                                                            |                                                                              |
| 3-12-1988                                                                    | Doha                                                                         | Emirati Arabi Uniti                                                          | 0 – 1                                                                        | Corea del Sud                                                                | Coppa d'Asia 1988 - 1º turno                                                 | -                                                                            |                                                                              |
| 5-12-1988                                                                    | Doha                                                                         | Corea del Sud                                                                | 2 – 0                                                                        | Giappone                                                                     | Coppa d'Asia 1988 - 1º turno                                                 | 1                                                                            |                                                                              |
| 9-12-1988                                                                    | Doha                                                                         | Qatar                                                                        | 2 – 3                                                                        | Corea del Sud                                                                | Coppa d'Asia 1988 - 1º turno                                                 | 1                                                                            | 45’                                                                          |
| 14-12-1988                                                                   | Doha                                                                         | Corea del Sud                                                                | 2 – 1                                                                        | Cina                                                                         | Coppa d'Asia 1988 - Semifinali                                               | -                                                                            | 58’                                                                          |
| 18-12-1988                                                                   | Doha                                                                         | Corea del Sud                                                                | 0 – 0 dts (3-4 dtr)                                                          | Arabia Saudita                                                               | Coppa d'Asia 1988 - Finali                                                   | -                                                                            | 50’                                                                          |
| 10-8-1989                                                                    | Los Angeles                                                                  | Messico                                                                      | 4 – 2                                                                        | Corea del Sud                                                                | 1989 Marlboro Cup                                                            | -                                                                            |                                                                              |
| 13-8-1989                                                                    | Los Angeles                                                                  | Stati Uniti                                                                  | 1 – 2                                                                        | Corea del Sud                                                                | 1989 Marlboro Cup                                                            | -                                                                            | 45’                                                                          |
| 16-9-1989                                                                    | Seul                                                                         | Corea del Sud                                                                | 0 – 1                                                                        | Egitto                                                                       | Amichevole                                                                   | -                                                                            |                                                                              |
| 13-10-1989                                                                   | Singapore                                                                    | Corea del Sud                                                                | 0 – 0                                                                        | Qatar                                                                        | Qual. Mondiali 1990                                                          | -                                                                            |                                                                              |
| 16-10-1989                                                                   | Singapore                                                                    | Corea del Sud                                                                | 1 – 0                                                                        | Corea del Nord                                                               | Qual. Mondiali 1990                                                          | -                                                                            |                                                                              |
| 20-10-1989                                                                   | Singapore                                                                    | Cina                                                                         | 0 – 1                                                                        | Corea del Sud                                                                | Qual. Mondiali 1990                                                          | 1                                                                            |                                                                              |
| 25-10-1989                                                                   | Singapore                                                                    | Arabia Saudita                                                               | 0 – 2                                                                        | Corea del Sud                                                                | Qual. Mondiali 1990                                                          | -                                                                            |                                                                              |
| 28-10-1989                                                                   | Singapore                                                                    | Emirati Arabi Uniti                                                          | 1 – 1                                                                        | Corea del Sud                                                                | Qual. Mondiali 1990                                                          | -                                                                            |                                                                              |
| 4-2-1990                                                                     | La Valletta                                                                  | Corea del Sud                                                                | 2 – 3                                                                        | Norvegia                                                                     | Rothmans Tournament                                                          | -                                                                            |                                                                              |
| 15-2-1990                                                                    | Baghdad                                                                      | Iraq                                                                         | 0 – 0                                                                        | Corea del Sud                                                                | Amichevole                                                                   | -                                                                            | 45’                                                                          |
| 18-2-1990                                                                    | Il Cairo                                                                     | Egitto                                                                       | 0 – 0                                                                        | Corea del Sud                                                                | Amichevole                                                                   | -                                                                            | 63’                                                                          |
| 12-6-1990                                                                    | Verona                                                                       | Belgio                                                                       | 2 – 0                                                                        | Corea del Sud                                                                | Mondiali 1990 - 1º turno                                                     | -                                                                            |                                                                              |
| 17-6-1990                                                                    | Udine                                                                        | Corea del Sud                                                                | 1 – 3                                                                        | Spagna                                                                       | Mondiali 1990 - 1º turno                                                     | -                                                                            |                                                                              |
| 21-6-1990                                                                    | Udine                                                                        | Corea del Sud                                                                | 0 – 1                                                                        | Uruguay                                                                      | Mondiali 1990 - 1º turno                                                     | -                                                                            |                                                                              |
| 27-7-1990                                                                    | Pechino                                                                      | Corea del Sud                                                                | 2 – 0                                                                        | Giappone                                                                     | Coppa Dinastia 1990                                                          | 1                                                                            |                                                                              |
| 29-7-1990                                                                    | Pechino                                                                      | Corea del Sud                                                                | 1 – 0                                                                        | Corea del Nord                                                               | Coppa Dinastia 1990                                                          | -                                                                            |                                                                              |
| 3-8-1990                                                                     | Pechino                                                                      | Cina                                                                         | 1 – 1 dts (4-5 dtr)                                                          | Corea del Sud                                                                | Coppa Dinastia 1990                                                          | -                                                                            | 46’                                                                          |
| 6-9-1990                                                                     | Seul                                                                         | Corea del Sud                                                                | 1 – 0                                                                        | Australia                                                                    | Amichevole                                                                   | -                                                                            | 59’                                                                          |
| 9-9-1990                                                                     | Pusan                                                                        | Corea del Sud                                                                | 1 – 0                                                                        | Australia                                                                    | Amichevole                                                                   | -                                                                            |                                                                              |
| 23-9-1990                                                                    | Pechino                                                                      | Corea del Sud                                                                | 7 – 0                                                                        | Singapore                                                                    | Giochi asiatici 1990                                                         | 2                                                                            |                                                                              |
| 25-9-1990                                                                    | Pechino                                                                      | Pakistan                                                                     | 0 – 7                                                                        | Corea del Sud                                                                | Giochi asiatici 1990                                                         | -                                                                            |                                                                              |
| 27-9-1990                                                                    | Pechino                                                                      | Corea del Sud                                                                | 2 – 0                                                                        | Cina                                                                         | Giochi asiatici 1990                                                         | -                                                                            |                                                                              |
| 1-10-1990                                                                    | Pechino                                                                      | Corea del Sud                                                                | 1 – 0                                                                        | Kuwait                                                                       | Giochi asiatici 1990                                                         | -                                                                            |                                                                              |
| 3-10-1990                                                                    | Pechino                                                                      | Corea del Sud                                                                | 0 – 1                                                                        | Iran                                                                         | Giochi asiatici 1990                                                         | -                                                                            |                                                                              |
| 11-10-1990                                                                   | Pyongyang                                                                    | Corea del Nord                                                               | 2 – 1                                                                        | Corea del Sud                                                                | Amichevole                                                                   | 1                                                                            |                                                                              |
| 23-10-1990                                                                   | Seul                                                                         | Corea del Sud                                                                | 1 – 0                                                                        | Corea del Nord                                                               | Amichevole                                                                   | -                                                                            |                                                                              |
| 7-6-1991                                                                     | Seul                                                                         | Corea del Sud                                                                | 0 – 0                                                                        | Egitto                                                                       | 1991 President's Cup                                                         | -                                                                            |                                                                              |
| 9-6-1991                                                                     | Daejeon                                                                      | Corea del Sud                                                                | 3 – 0                                                                        | Indonesia                                                                    | 1991 President's Cup                                                         | 1                                                                            |                                                                              |
| 11-6-1991                                                                    | Gwangju                                                                      | Corea del Sud                                                                | 1 – 1                                                                        | Malta                                                                        | 1991 President's Cup                                                         | -                                                                            | 55’                                                                          |
| 14-6-1991                                                                    | Seul                                                                         | Corea del Sud                                                                | 0 – 0 dts (4-3 dtr)                                                          | Australia                                                                    | 1991 President's Cup                                                         | -                                                                            |                                                                              |
| 16-6-1991                                                                    | Seul                                                                         | Corea del Sud                                                                | 2 – 0                                                                        | Egitto                                                                       | 1991 President's Cup                                                         | -                                                                            |                                                                              |
| 16-10-1993                                                                   | Doha                                                                         | Iran                                                                         | 0 – 3                                                                        | Corea del Sud                                                                | Qual. Mondiali 1994                                                          | -                                                                            |                                                                              |
| 19-10-1993                                                                   | Doha                                                                         | Iraq                                                                         | 2 – 2                                                                        | Corea del Sud                                                                | Qual. Mondiali 1994                                                          | -                                                                            |                                                                              |
| 22-10-1993                                                                   | Doha                                                                         | Corea del Sud                                                                | 1 – 1                                                                        | Arabia Saudita                                                               | Qual. Mondiali 1994                                                          | -                                                                            |                                                                              |
| 25-10-1993                                                                   | Doha                                                                         | Giappone                                                                     | 1 – 0                                                                        | Corea del Sud                                                                | Qual. Mondiali 1994                                                          | -                                                                            |                                                                              |
| 5-6-1994                                                                     | Boston                                                                       | Ecuador                                                                      | 2 – 1                                                                        | Corea del Sud                                                                | Amichevole                                                                   | -                                                                            | 65’                                                                          |
| 11-6-1994                                                                    | Dallas                                                                       | Honduras                                                                     | 0 – 3                                                                        | Corea del Sud                                                                | Amichevole                                                                   | 1                                                                            |                                                                              |
| 17-6-1994                                                                    | Dallas                                                                       | Spagna                                                                       | 2 – 2                                                                        | Corea del Sud                                                                | Mondiali 1994 - 1º turno                                                     | -                                                                            | 37’ 59’                                                                      |
| 23-6-1994                                                                    | Foxborough                                                                   | Corea del Sud                                                                | 0 – 0                                                                        | Bolivia                                                                      | Mondiali 1994 - 1º turno                                                     | -                                                                            |                                                                              |
| 27-6-1994                                                                    | Dallas                                                                       | Germania                                                                     | 3 – 2                                                                        | Corea del Sud                                                                | Mondiali 1994 - 1º turno                                                     | -                                                                            |                                                                              |
| 12-8-1995                                                                    | Suwon                                                                        | Corea del Sud                                                                | 0 – 1                                                                        | Brasile                                                                      | Amichevole                                                                   | -                                                                            | 58’                                                                          |
| 23-11-1996                                                                   | Suwon                                                                        | Corea del Sud                                                                | 4 – 1                                                                        | Colombia                                                                     | Amichevole                                                                   | -                                                                            |                                                                              |
| 26-11-1996                                                                   | Canton                                                                       | Cina                                                                         | 2 – 3                                                                        | Corea del Sud                                                                | Korea-China Annual Match                                                     | -                                                                            |                                                                              |
| 4-12-1996                                                                    | Abu Dhabi                                                                    | Emirati Arabi Uniti                                                          | 1 – 1                                                                        | Corea del Sud                                                                | Coppa d'Asia 1996 - 1º turno                                                 | -                                                                            | 85’                                                                          |
| 7-12-1996                                                                    | Abu Dhabi                                                                    | Corea del Sud                                                                | 4 – 2                                                                        | Indonesia                                                                    | Coppa d'Asia 1996 - 1º turno                                                 | -                                                                            |                                                                              |
| 10-12-1996                                                                   | Abu Dhabi                                                                    | Kuwait                                                                       | 2 – 0                                                                        | Corea del Sud                                                                | Coppa d'Asia 1996 - 1º turno                                                 | -                                                                            |                                                                              |
| 16-12-1996                                                                   | Dubai                                                                        | Corea del Sud                                                                | 2 – 6                                                                        | Iran                                                                         | Coppa d'Asia 1996 - Quarti di finale                                         | -                                                                            | 53’                                                                          |
| Totale                                                                       |                                                                              | Presenze                                                                     | 77                                                                           |                                                                              | Reti                                                                         | 14                                                                           |                                                                              |